# Chikkabannihatti, Jagalur
Chikkabannihatti là một làng thuộc tehsil Jagalur, huyện Davanagere, bang Karnataka, Ấn Độ.